# 中島さなえ
中島 さなえ（なかじま さなえ、1978年6月13日 - ）は、日本のコラムニスト。小説家。兵庫県宝塚市出身。父は小説家の中島らも。大阪音楽大学短期大学部卒業。血液型O型。

## 経歴
大阪音楽大学短大ジャズクラスでサクソフォーンを学び、20代前半をバンド活動に費やす。2006年よりライター記事・コラムを執筆した後、2009年より作家活動を開始する。
テレビ・イベント出演などアクティブに活動し、バンド「山内圭哉率いるWat Mayhem Orchestra」のサックスとしてもライブ出演をしていた。

## 作品
- 「いちにち8ミリの。」（双葉社、2010年8月）
- 書き下ろし連作短編集「ルシッド・ドリーム」（講談社、2011年4月）
- 長編小説「放課後にシスター」（祥伝社、2012年3月）
- 「わるいうさぎ」（双葉社、2015年8月）
- 「あふれる家」（朝日新聞出版、2020年5月）

エッセイ集
- 「かんぼつちゃんのきおく」（双葉社、2009年5月）
- 「お変わり、もういっぱい！」（講談社、2012年8月）

## 連載
- 短編小説「ドライバー」（集英社、ウェブ文芸レンザブロー）
- エッセイ「お変わり、もういっぱい!」（講談社文庫、月刊「IN★POCKET」）
- エッセイ「中島家ア・ラ探し」（双葉社、月刊「小説推理」）

## 主な出演

### テレビ・ラジオ番組
- NHKラジオ第1放送「すっぴん!」木曜レギュラー(2012年4月5日 - 2013年3月21日）
- NHK大阪「ビジネス新伝説 ルソンの壺」

### 舞台
- wat mayhem「桃天紅」脚色（2011年4月 - 同年5月）